# 朱天奇
朱天奇為中國清朝武官官員，本籍浙江。行伍出身的朱天奇於1809年（嘉慶14年）奉旨接替吳安邦，於台灣地區擔任台灣水師協副將。而隸屬台灣鎮之下的此官職是台灣清治時期的這階段，全台灣的海防軍事層級最高武將，其統帥三標水營，數千名水師兵勇。翌年升任金門總兵。
| 前任： 吳安邦 | 台灣水師協副將 1809年上任 | 繼任： 謝恩詔 |